# Stetsbar

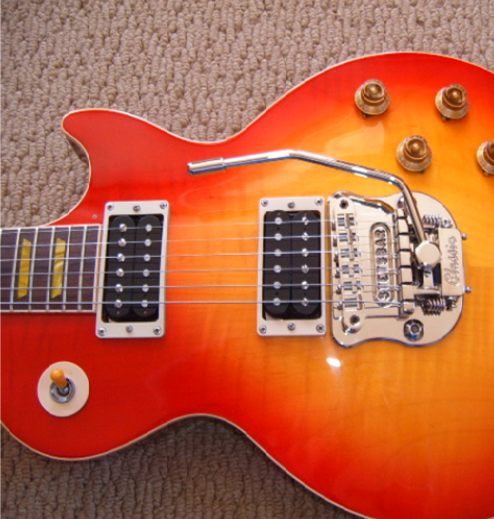
Uno Stetsbar Stop Tail su una Gibson Les Paul

Lo Stetsbar è un ponte vibrato per chitarra elettrica, inventato nella seconda metà degli anni ottanta da Eric Stets e brevettato nel 1995. Il pubblico a cui era inizialmente rivolto questo ponte era formato dai chitarristi in possesso di una Gibson, che volevano ugualmente un ponte che offrisse un vibrato di qualità maggiore, di maggiore escursione tonale, e con più stabilità di intonazione del tipico ponte Vibrola. Dopo il modello per le Gibson, ne sono stati costruiti altri, per altre chitarre.
Il ponte Stetsbar è stato successivamente perfezionato, ed è arrivato nel 2008 alla versione Pro-II. In tutti i rispettivi modelli attuali, rimane ancora l'unico ponte al mondo in grado di sopportare forti sollecitazioni che si sostituisca perfettamente all'originale fisso senza permanenti modifiche allo strumento.

## Principi di funzionamento

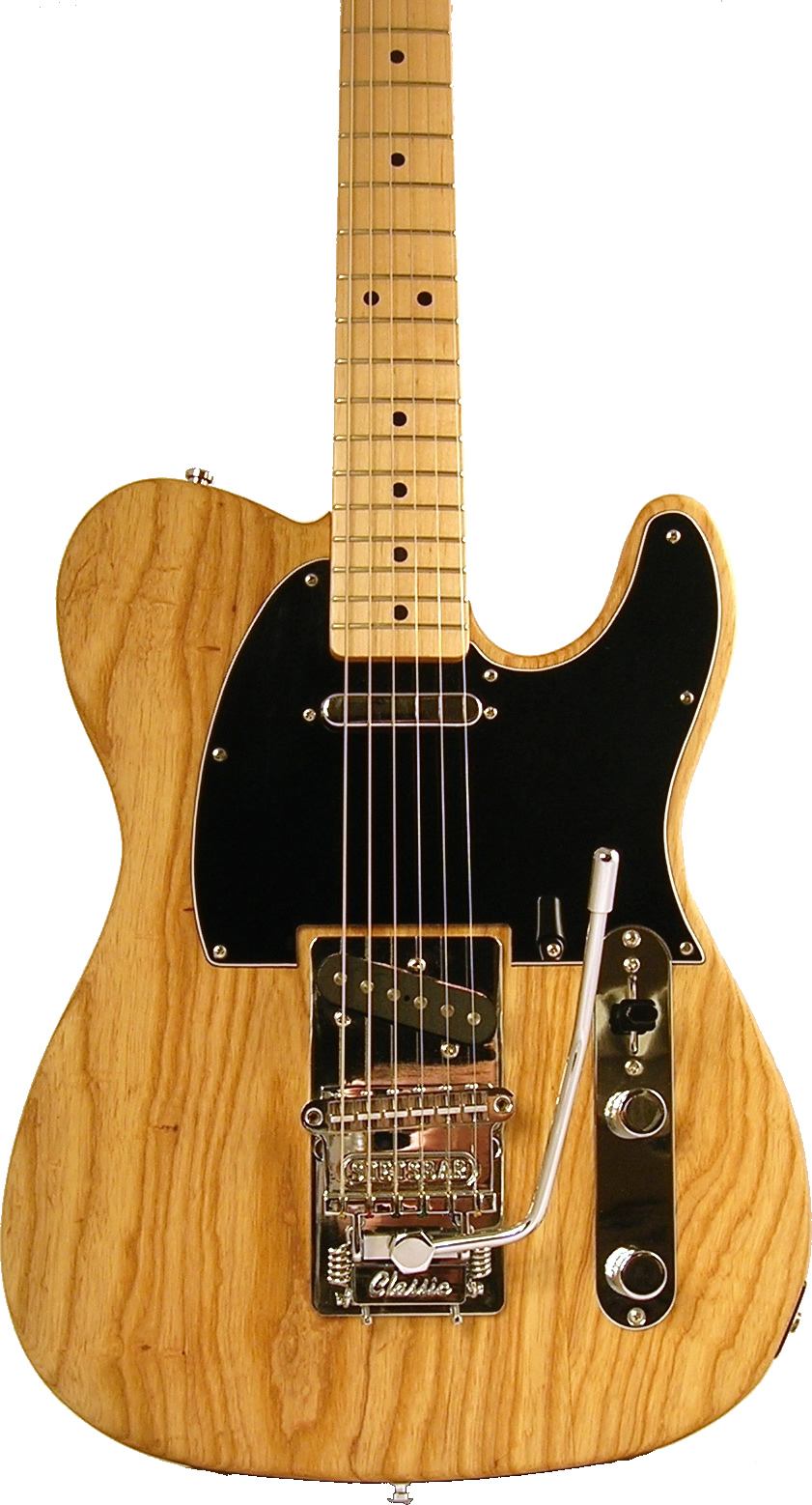
Ponte Stetsbar T-Style su una Fender Telecaster

Lo Stetsbar è un ponte flottante in cui la forza di trazione delle corde è equilibrata da due grosse molle ancorate ad un blocco di fermo alla base dell'unità.
Quando viene sollecitata la leva, che sia verso l'alto che verso il basso, si viene a creare un movimento lineare sullo stesso piano delle corde della chitarra. Vicino al pickup del ponte, ma ancorato alla base del ponte, si trova un ponte simile al Tune-O-Matic, pensato per regolare agevolmente le ottave e l'action.
Il principale vantaggio rispetto agli altri ponti mobili è che non si deve fare alcuna modifica permanente (fori o scassi) per poter installare questo ponte, poiché si adatta perfettamente ai fori di alloggiamento del precedente ponte installato. Ciò non vale soltanto per gli Stop-Tail della Gibson, ma anche per tutte le Fender. Esiste, volto allo stesso scopo, l'adattatore "Vibramate", una placca metallica sopra il quale installare un ponte mobile di tipo Bigsby, che anch'essa si adatta ai fori preesistenti sul corpo della chitarra, ma che non elimina lo svantaggio della scarsa escursione tonale di questo tipo di ponte.

## Modelli disponibili
L'unica differenza tra i modelli è la forma della base, che differiscono tra loro per potersi adattare a chitarre totalmente diverse.
I modelli sono i seguenti:
- Stop Tail - progettato appunto per adattarsi alle chitarre con ponte fisso Stop Tail, come la Gibson Les Paul, la Gibson SG e la Gibson ES-335;
- Minimal Stop Tail - simile al precedente, ma con la differenza che la distanza tra l'unità mobile e l'unità Tune-O-Matic è pari quasi alla larghezza di un pick-up humbucker. Si può quindi adattare a chitarre come la Gibson Explorer, la Gibson Flying V e la Gibson Firebird;
- T-Style - presenta una larga base rettangolare, che va oltre l'unità Tune-O-Matic, progettata per abbracciare un pickup di tipo single coil. Per questo, si rende adatto a rimpiazzare il tipico ponte delle Fender Telecaster
- S-Style - è pensato per sostituire il ponte tremolo delle Fender Stratocaster, che funziona per mezzo di un fulcro, anziché tirando le corde linearmente;
- Hard Tail - progettato per le Fender Stratocaster "American Series" prive del caratteristico ponte vibrato Fender, nominate appunto "Hard Tail" (il ponte quindi passa da fisso a mobile), e per alcune Ibanez;
- OEM - è pensato soltanto per i liutai e per i produttori di chitarre che intendono fornire la chitarra di un ponte Stetsbar come ponte predefinito. La base infatti è inserita all'interno della cassa, costituendo l'unico ponte Stetsbar in cui è necessario scavare la chitarra, benché lo scasso debba esser profondo solo 3mm. Non è compatibile con nessun altro ponte in commercio, quindi installarlo costituisce una scelta irreversibile.
- alcune modifiche possono esser fatte ai modelli base da un Custom Shop, preparando ponti per chitarre per mancini, con sellette in grafite, o in grado di alloggiare un pick-up piezoelettrico.

## Chitarristi famosi che utilizzano ponti Stetsbar
Vanno ricordati tra i chitarristi professionisti Jan Akkerman, Snowy White, che collaborò largamente col gruppo dei Pink Floyd nelle loro tournée, Randy Bachman e Michael Chain.